# مقصد عیسی‌اف
مقصد عیسی‌اف (ترکی آذربایجانی: Məqsəd İsayev؛ زادهٔ ۷ ژوئن ۱۹۹۴) بازیکن فوتبال اهل جمهوری آذربایجان است.
از باشگاه‌هایی که در آن بازی کرده‌است می‌توان به باشگاه فوتبال نفتچی باکو اشاره کرد.
وی همچنین در تیم‌های ملی فوتبال تیم ملی فوتبال زیر ۱۷ سال جمهوری آذربایجان, تیم ملی فوتبال زیر ۱۹ سال جمهوری آذربایجان، زیر ۲۱ سال جمهوری آذربایجان، و تیم ملی فوتبال زیر ۲۳ سال جمهوری آذربایجان بازی کرده‌است.